# Psychotria melanotricha
Psychotria melanotricha är en måreväxtart som beskrevs av Johannes Müller Argoviensis. Psychotria melanotricha ingår i släktet Psychotria och familjen måreväxter. Inga underarter finns listade i Catalogue of Life.